# Conus queenslandis
Conus queenslandis é uma espécie de gastrópode do gênero Conus, pertencente à família Conidae.